# Copa Libertadores 2018
Die Copa Libertadores 2018, offiziell auch Copa Conmebol Libertadores 2018, war die 59. Ausspielung des wichtigsten südamerikanischen Fußballwettbewerbs für Vereinsmannschaften. Der Wettbewerb wurde vom südamerikanischen Fußballverband CONMEBOL organisiert. In der Saison 2018 nahmen insgesamt 47 Mannschaften teil, darunter Titelverteidiger Grêmio Porto Alegre aus Brasilien und der Sieger der Copa Sudamericana 2017, CA Independiente aus Argentinien. Das Turnier begann am 22. Januar mit der Qualifikationsrunde. Am 9. Dezember 2018 gewann River Plate den Pokal durch ein 3:1 im Superclásico gegen die Boca Juniors.

## Teilnehmende Mannschaften
Die folgenden Mannschaften nahmen an der Copa Libertadores 2018 teil.
- Copa Libertadores 2017 Sieger
- Copa Sudamericana 2017 Sieger
- Brasilien: 7 Startplätze
- Argentinien: 6 Startplätze
- Alle anderen Verbände: 4 Startplätze

Für die Gruppenphase direkt qualifiziert sind 28 Klubs:
- Copa Libertadores 2017 Sieger
- Copa Sudamericana 2017 Sieger
- Argentinien und Brasilien: die besten fünf Mannschaften der Länder-Qualifikation
- Alle anderen Verbände: die besten zwei Mannschaften der Länder-Qualifikation

Für die zweite Qualifikationsrunde qualifiziert sind 13 Klubs:
- Argentinien: der Platz sechs der Länder-Qualifikation
- Brasilien: die Plätze sechs und sieben der Länder-Qualifikation
- Chile und Kolumbien: die Plätze drei und vier der Länder-Qualifikation
- Alle anderen Verbände: die Plätze drei der Länder-Qualifikation

Für die erste Qualifikationsrunde qualifiziert sind 6 Klubs:
- der vierte Platz aus der Länder-Qualifikation von Bolivien, Ecuador, Paraguay, Peru, Uruguay und Venezuela

| Land                        | Verein                               | Qualifikationsgrund                                         | Ergebnis        |
| --------------------------- | ------------------------------------ | ----------------------------------------------------------- | --------------- |
| Argentinien 6+1 Startplätze | CA Independiente                     | Copa Sudamericana 2017 Sieger                               | Viertelfinale   |
| Argentinien 6+1 Startplätze | Boca Juniors                         | Primera División 2017 Gewinner                              | Zweiter         |
| Argentinien 6+1 Startplätze | River Plate                          | Primera División 2017 Zweiter                               | Meister         |
| Argentinien 6+1 Startplätze | Atlético Tucumán                     | Copa Argentina 2016/17 Finalist                             | Viertelfinale   |
| Argentinien 6+1 Startplätze | Estudiantes de La Plata              | Primera División 2017 Dritter                               | Achtelfinale    |
| Argentinien 6+1 Startplätze | Racing Club (Avellaneda)             | Primera División 2017 Vierter                               | Achtelfinale    |
| Argentinien 6+1 Startplätze | CA Banfield (Q-2)                    | Primera División 2017 Fünfter                               | Q-3             |
| Bolivien 4 Startplätze      | Club The Strongest                   | 2016 Apertura                                               | 4. Gruppenphase |
| Bolivien 4 Startplätze      | Club Bolívar                         | 2017 Apertura                                               | 3. Gruppenphase |
| Bolivien 4 Startplätze      | Club Jorge Wilstermann (Q-2)         | 2017 Clausura                                               | Q-3             |
| Bolivien 4 Startplätze      | Oriente Petrolero (Q-1)              | Bestes nicht qualifiziertes Team aus der Gesamttabelle      | Q-2             |
| Brasilien 7 + 1 Startplätze | Grêmio Porto Alegre                  | Copa Libertadores 2017 Sieger                               | Halbfinale      |
| Brasilien 7 + 1 Startplätze | Corinthians São Paulo                | Meister 2017                                                | Achtelfinale    |
| Brasilien 7 + 1 Startplätze | Cruzeiro Belo Horizonte              | Pokalsieger 2017                                            | Viertelfinale   |
| Brasilien 7 + 1 Startplätze | Palmeiras São Paulo                  | Zweiter Série A 2017                                        | Halbfinale      |
| Brasilien 7 + 1 Startplätze | FC Santos                            | Dritter Série A 2017                                        | Achtelfinale    |
| Brasilien 7 + 1 Startplätze | Flamengo Rio de Janeiro              | Sechster Série A 2017                                       | Achtelfinale    |
| Brasilien 7 + 1 Startplätze | CR Vasco da Gama                     | Siebter Série A 2017                                        | 3. Gruppenphase |
| Brasilien 7 + 1 Startplätze | Chapecoense (Q-2)                    | Achter Série A 2017                                         | Q-2             |
| Chile 4 Startplätze         | Universidad de Chile                 | Meister Clausura 2017                                       | 4. Gruppenphase |
| Chile 4 Startplätze         | CSD Colo-Colo                        | Meister Apertura 2017                                       | Viertelfinale   |
| Chile 4 Startplätze         | Santiago Wanderers (Q-2)             | Pokalsieger 2017                                            | Q-3             |
| Chile 4 Startplätze         | Universidad de Concepción (Q-2)      | Primera División bester nicht qualifizierter Klub           | Q-2             |
| Ecuador 4 Startplätze       | Club Sport Emelec                    | Meister 2017                                                | 4. Gruppenphase |
| Ecuador 4 Startplätze       | Delfín SC                            | Zweiter 2017                                                | 4. Gruppenphase |
| Ecuador 4 Startplätze       | Independiente del Valle (Q-2)        | Bestes nicht qualifiziertes Team aus der Gesamttabelle      | Q-2             |
| Ecuador 4 Startplätze       | Club Social y Deportivo Macará (Q-1) | Zweitbestes nicht qualifiziertes Team aus der Gesamttabelle | Q-1             |
| Kolumbien 4 Startplätze     | Atlético Nacional                    | Meister der Apertura 2017                                   | Achtelfinale    |
| Kolumbien 4 Startplätze     | Millonarios FC                       | Meister der Finalización 2017                               | 3. Gruppenphase |
| Kolumbien 4 Startplätze     | Independiente Santa Fe (Q-2)         | Bestes nicht qualifiziertes Team aus der Gesamttabelle      | 3. Gruppenphase |
| Kolumbien 4 Startplätze     | Atlético Junior (Q-2)                | Pokalsieger 2017                                            | 3. Gruppenphase |
| Paraguay 4 Startplätze      | Club Cerro Porteño                   | Meister der Clausura 2017                                   | Achtelfinale    |
| Paraguay 4 Startplätze      | Club Libertad                        | Meister der Apertura 2017                                   | Achtelfinale    |
| Paraguay 4 Startplätze      | Club Guaraní (Q-2)                   | Zweitbestes nicht qualifiziertes Team aus der Gesamttabelle | Q-3             |
| Paraguay 4 Startplätze      | Club Olimpia (Q-1)                   | Bestes nicht qualifiziertes Team aus der Gesamttabelle      | Q-2             |
| Peru 4 Startplätze          | Alianza Lima                         | Meister Descentralizado 2017                                | 4. Gruppenphase |
| Peru 4 Startplätze          | Real Garcilaso                       | Zweiter Descentralizado 2017                                | 4. Gruppenphase |
| Peru 4 Startplätze          | FBC Melgar (Q-2)                     | Meister der Torneo de Verano                                | Q-2             |
| Peru 4 Startplätze          | Universitario de Deportes (Q-1)      | Bestes nicht qualifiziertes Team der Descentralizado 2017   | Q-1             |
| Uruguay 4 Startplätze       | Peñarol Montevideo                   | Meister 2017                                                | 3. Gruppenphase |
| Uruguay 4 Startplätze       | Defensor Sporting                    | Zweiter 2017                                                | 3. Gruppenphase |
| Uruguay 4 Startplätze       | Nacional Montevideo (Q-2)            | Bestes nicht qualifiziertes Team aus der Gesamttabelle      | 3. Gruppenphase |
| Uruguay 4 Startplätze       | Montevideo Wanderers (Q-1)           | Zweitbestes nicht qualifiziertes Team aus der Gesamttabelle | Q-1             |
| Venezuela 4 Startplätze     | Monagas SC                           | Meister 2017                                                | 4. Gruppenphase |
| Venezuela 4 Startplätze     | Deportivo Lara                       | Zweiter 2017                                                | 4. Gruppenphase |
| Venezuela 4 Startplätze     | Carabobo FC (Q-2)                    | Bestplatzierter Nichtfinalist 2017                          | Q-2             |
| Venezuela 4 Startplätze     | Deportivo Táchira FC (Q-1)           | Zweitbestes nicht qualifiziertes Team aus der Gesamttabelle | Q-2             |

## Auslosung
Die Auslosungen für die Spiele in der Qualifikations- sowie der Gruppenphase fanden am 20. Dezember 2017 im CONMEBOL Convention Center in Luque (Paraguay) statt. Die Teams wurden gemäß ihrem CONMEBOL-Ranking in der Copa Libertadores gesetzt. Dabei fanden drei Faktoren Berücksichtigung:
- Performance in den letzten 10 Jahren, unter Berücksichtigung der Copa-Libertadores-Ergebnisse im Zeitraum 2008–2017
- Historischer Koeffizient, unter Berücksichtigung der Copa-Libertadores-Ergebnisse im Zeitraum 1960–2007
- Landesmeisterschaft mit Bonus-Punkten an Landesmeister der letzten 10 Jahre

Ausgelost wurden die erste und zweite Qualifikationsrunde sowie die Gruppenphase. Für die dritte Runde der Qualifikation wurde keine Auslosung vorgenommen, die Paarungen wurden vorab festgelegt. Die in den Klammern angegebenen Zahlen sind das Ergebnis des CONMEBOL-Rankings.
Auslosung erste Qualifikationsrunde
Für die erste Qualifikationsrunde wurden sechs Mannschaften in drei Paarungen gezogen:
| Gesetzte Mannschaften                                                     | Nicht gesetzte Mannschaften                                                           |
| Club Olimpia (9) Universitario de Deportes (40) Deportivo Táchira FC (46) | Montevideo Wanderers (70) Oriente Petrolero (76) Club Social y Deportivo Macará (208) |

Auslosung zweite Qualifikationsrunde
Für die zweite Qualifikationsrunde wurden acht Paarungen ermittelt. Dabei konnten Mannschaften aus denselben Mitgliedsverbänden nicht aufeinander treffen. Eine Ausnahme bilden die Qualifikanten aus der ersten Runde. Da diese zum Zeitpunkt der Auslosung nicht feststanden, konnten sie in der zweiten Runde auf Mitglieder des eigenen Verbandes treffen.
| Gesetzte Mannschaften | Nicht gesetzte Mannschaften |
| Nacional Montevideo (5) Independiente Santa Fe (21) Club Guaraní (28) Independiente del Valle (29) Club Jorge Wilstermann (43) CR Vasco da Gama (54) Atlético Junior (60) FBC Melgar (82) | Chapecoense (89) CA Banfield (91) Santiago Wanderers (126) Carabobo FC (161) Universidad de Concepción (193) Qualifikant 1 Qualifikant 2 Qualifikant 3 |

Auslosung Gruppenphase
Für die Gruppenphase wurden die 32 Teams in acht Gruppen zu je vier Mannschaften aus jedem der vier Töpfe gezogen. Teams aus demselben Verband konnten nicht in dieselbe Gruppe gezogen werden, mit Ausnahme der Sieger der dritten Qualifikationsrunde, die Topf 4 zugewiesen wurden. Wie in der zweiten Qualifikationsrunde konnten diese Qualifikanten in der Gruppenphase auf Klubs ihres Verbandes treffen.
Grêmio Porto Alegre wurde als Titelverteidiger in Lostopf 1 gesetzt und CA Independiente als Sieger der Copa Sudamericana 2017 in Lostopf 2.
| Topf 1 | Topf 2 | Topf 3 | Topf 4 |
| Grêmio Porto Alegre (3) River Plate (1) Boca Juniors (2) Atlético Nacional (4) Peñarol Montevideo (6) FC Santos (11) Corinthians São Paulo (12) Cruzeiro Belo Horizonte (13) | CA Independiente (31) Club Sport Emelec (14) Estudiantes de La Plata (17) Club Cerro Porteño (18) Palmeiras São Paulo (22) Club Bolívar (23) Club Libertad (24) Universidad de Chile (25) | Club The Strongest (26) CSD Colo-Colo (27) Racing Club (Avellaneda) (33) Flamengo Rio de Janeiro (35) Defensor Sporting (36) Alianza Lima (58) Millonarios FC (65) Real Garcilaso (68) | Atlético Tucumán (88) Deportivo Lara (105) Delfín SC (206) Monagas SC (207) Qualifikant 12 Qualifikant 13 Qualifikant 14 Qualifikant 15 |

## Modus
Bei Punktgleichheit in der Gruppenphase war die Tordifferenz für das Weiterkommen maßgebend, dann die Anzahl der erzielten Tore, danach die der auswärts erzielten Treffer. Sind auch diese gleich, entschied das Los. In den K.-o.-Runden galt bei Punkt- und Torgleichheit ebenfalls die Auswärtstorregel. Ist deren Anzahl gleich folgte ohne Verlängerung sofort ein Elfmeterschießen.

## Qualifikation
Die Qualifikationsrunde findet in drei Stufen statt. Das erstgenannte Team hatte im Hinspiel Heimrecht, das zweite im Rückspiel.

### 1. Qualifikationsrunde
Die erste Qualifikationsrunde fand vom 22. bis 26. Januar 2018 statt.
|                                | Gesamt    |                           | Hinspiel | Rückspiel |
| ------------------------------ | --------- | ------------------------- | -------- | --------- |
| Montevideo Wanderers           | 0:2       | Club Olimpia              | 0:0      | 0:2       |
| Club Social y Deportivo Macará | (a)1:1(a) | Deportivo Táchira FC      | 1:1      | 0:0       |
| Oriente Petrolero              | (a)3:3(a) | Universitario de Deportes | 2:0      | 1:3       |

### 2. Qualifikationsrunde
Die Spiele der zweiten Qualifikationsrunde finden zwischen dem 30. Januar und 8. Februar 2018 statt.
|                           | Gesamt    |                         | Hinspiel | Rückspiel |
| ------------------------- | --------- | ----------------------- | -------- | --------- |
| Deportivo Táchira FC      | 2:3       | Independiente Santa Fe  | 2:3      | 0:0       |
| Chapecoense               | 0:2       | Nacional Montevideo     | 0:1      | 0:1       |
| Oriente Petrolero         | 3:4       | Club Jorge Wilstermann  | 1:2      | 2:2       |
| Carabobo FC               | 1:6       | Club Guaraní            | 1:0      | 0:6       |
| Club Olimpia              | 2:3       | Atlético Junior         | 1:0      | 1:3       |
| Universidad de Concepción | 0:6       | CR Vasco da Gama        | 0:4      | 0:2       |
| CA Banfield               | (a)3:3(a) | Independiente del Valle | 1:1      | 2:2       |
| Santiago Wanderers        | 2:1       | FBC Melgar              | 1:1      | 1:0       |

### 3. Qualifikationsrunde
Die Spiele der dritten Qualifikationsrunde fanden zwischen dem 13. und 22. Februar 2018 statt. Die zwei besten Verlierermannschaften nach Wertung der CONMEBOL qualifizierten sich für die Teilnahme an der Copa Sudamericana 2018.
|                    | Gesamt          |                        | Hinspiel | Rückspiel |
| ------------------ | --------------- | ---------------------- | -------- | --------- |
| Santiago Wanderers | 1:5             | Independiente Santa Fe | 1:2      | 0:3       |
| CA Banfield        | 2:3             | Nacional Montevideo    | 2:2      | 0:1       |
| CR Vasco da Gama   | 4:4 (3:2 i. E.) | Club Jorge Wilstermann | 4:0      | 0:4       |
| Atlético Junior    | 1:0             | Club Guaraní           | 1:0      | 0:0       |

### Qualifikationstabelle für die Copa Sudamericana 2018
| Pl. | Verein                 | Sp. | S | U | N | Tore    | Diff. | Punkte |
| --- | ---------------------- | --- | - | - | - | ------- | ----- | ------ |
| 1.  | Club Jorge Wilstermann | 2   | 1 | 0 | 1 | 004:400 | ±0    | 03     |
| 2.  | CA Banfield            | 2   | 0 | 1 | 1 | 002:300 | −1    | 01     |
| 3.  | Club Guaraní           | 2   | 0 | 1 | 1 | 000:100 | −1    | 01     |
| 4.  | Santiago Wanderers     | 2   | 0 | 0 | 2 | 001:500 | −4    | 0      |

## Gruppenphase
Die Gruppenphase startet am 27. Februar und endet am 24. Mai 2018.

### Gruppe 1
| Pl. | Verein                  | Sp. | S | U | N | Tore    | Diff. | Punkte |
| --- | ----------------------- | --- | - | - | - | ------- | ----- | ------ |
| 1.  | Grêmio Porto Alegre (M) | 6   | 4 | 2 | 0 | 013:100 | +12   | 14     |
| 2.  | Club Cerro Porteño      | 6   | 4 | 1 | 1 | 008:800 | ±0    | 13     |
| 3.  | Defensor Sporting       | 6   | 1 | 1 | 4 | 005:700 | −2    | 04     |
| 4.  | Monagas SC              | 6   | 1 | 0 | 5 | 005:140 | −9    | 03     |

| (M) | Meister des Vorjahres |

| Spiel       | Datum       | Stadion                       | Mannschaft 1        | Ergebnis  | Mannschaft 2        |
| ----------- | ----------- | ----------------------------- | ------------------- | --------- | ------------------- |
| 1. Spieltag | 27. Februar | Estadio Luis Franzini         | Defensor Sporting   | 1:1 (0:0) | Grêmio Porto Alegre |
| 1. Spieltag | 27. Februar | Estadio Monumental de Maturín | Monagas SC          | 0:2 (0:1) | Club Cerro Porteño  |
| 2. Spieltag | 13. März    | Estadio General Pablo Rojas   | Club Cerro Porteño  | 2:1 (1:0) | Defensor Sporting   |
| 2. Spieltag | 4. April    | Arena do Grêmio               | Grêmio Porto Alegre | 4:0 (0:0) | Monagas SC          |
| 3. Spieltag | 17. April   | Estadio General Pablo Rojas   | Club Cerro Porteño  | 0:0       | Grêmio Porto Alegre |
| 3. Spieltag | 17. April   | Estadio Luis Franzini         | Defensor Sporting   | 3:1 (0:0) | Monagas SC          |
| 4. Spieltag | 25. April   | Estadio Monumental de Maturín | Monagas SC          | 1:0 (0:0) | Defensor Sporting   |
| 4. Spieltag | 1. Mai      | Arena do Grêmio               | Grêmio Porto Alegre | 5:0 (2:0) | Club Cerro Porteño  |
| 5. Spieltag | 15. Mai     | Estadio Luis Franzini         | Defensor Sporting   | 0:1 (0:0) | Club Cerro Porteño  |
| 5. Spieltag | 15. Mai     | Estadio Monumental de Maturín | Monagas SC          | 1:2 (0:0) | Grêmio Porto Alegre |
| 6. Spieltag | 25. Mai     | Arena do Grêmio               | Grêmio Porto Alegre | 1:0 (0:0) | Defensor Sporting   |
| 6. Spieltag | 25. Mai     | Estadio General Pablo Rojas   | Club Cerro Porteño  | 3:2 (1:0) | Monagas SC          |

### Gruppe 2
| Pl. | Verein            | Sp. | S | U | N | Tore    | Diff. | Punkte |
| --- | ----------------- | --- | - | - | - | ------- | ----- | ------ |
| 1.  | Atlético Nacional | 6   | 3 | 1 | 2 | 009:300 | +6    | 10     |
| 2.  | CSD Colo-Colo     | 6   | 2 | 2 | 2 | 005:500 | ±0    | 08     |
| 3.  | Club Bolívar      | 6   | 2 | 2 | 2 | 006:900 | −3    | 08     |
| 4.  | Delfín SC         | 6   | 2 | 1 | 3 | 006:900 | −3    | 07     |

| Spiel       | Datum       | Stadion                           | Mannschaft 1      | Ergebnis  | Mannschaft 2      |
| ----------- | ----------- | --------------------------------- | ----------------- | --------- | ----------------- |
| 1. Spieltag | 27. Februar | Estadio Monumental David Arellano | CSD Colo-Colo     | 0:1 (0:0) | Atlético Nacional |
| 1. Spieltag | 28. Februar | Estadio Jocay                     | Delfín SC         | 1:1 (1:1) | Club Bolívar      |
| 2. Spieltag | 14. März    | Estadio Hernando Siles            | Club Bolívar      | 1:1 (1:1) | CSD Colo-Colo     |
| 2. Spieltag | 14. März    | Estadio Atanasio Girardot         | Atlético Nacional | 4:0 (1:0) | Delfín SC         |
| 3. Spieltag | 5. April    | Estadio Monumental David Arellano | CSD Colo-Colo     | 0:2 (0:0) | Delfín SC         |
| 3. Spieltag | 5. April    | Estadio Hernando Siles            | Club Bolívar      | 1:0 (1:0) | Atlético Nacional |
| 4. Spieltag | 24. April   | Estadio Atanasio Girardot         | Atlético Nacional | 4:1 (3:0) | Club Bolívar      |
| 4. Spieltag | 2. Mai      | Estadio Jocay                     | Delfín SC         | 0:0       | CSD Colo-Colo     |
| 5. Spieltag | 15. Mai     | Estadio Jocay                     | Delfín SC         | 1:0 (1:0) | Atlético Nacional |
| 5. Spieltag | 15. Mai     | Estadio Monumental David Arellano | CSD Colo-Colo     | 2:0 (2:0) | Club Bolívar      |
| 6. Spieltag | 24. Mai     | Estadio Atanasio Girardot         | Atlético Nacional | 0:0       | CSD Colo-Colo     |
| 6. Spieltag | 24. Mai     | Estadio Hernando Siles            | Club Bolívar      | 2:1 (1:0) | Delfín SC         |

### Gruppe 3
| Pl. | Verein             | Sp. | S | U | N | Tore    | Diff. | Punkte |
| --- | ------------------ | --- | - | - | - | ------- | ----- | ------ |
| 1.  | Club Libertad      | 6   | 4 | 1 | 1 | 010:400 | +6    | 13     |
| 2.  | Atlético Tucumán   | 6   | 3 | 1 | 2 | 007:600 | +1    | 10     |
| 3.  | Peñarol Montevideo | 6   | 3 | 0 | 3 | 008:500 | +3    | 09     |
| 4.  | Club The Strongest | 6   | 1 | 0 | 5 | 003:130 | −10   | 03     |

| Spiel       | Datum     | Stadion                        | Mannschaft 1       | Ergebnis  | Mannschaft 2       |
| ----------- | --------- | ------------------------------ | ------------------ | --------- | ------------------ |
| 1. Spieltag | 13. März  | Estadio Monumental José Fierro | Atlético Tucumán   | 0:2 (0:0) | Club Libertad      |
| 1. Spieltag | 15. März  | Estadio Hernando Siles         | Club The Strongest | 1:0 (1:0) | Peñarol Montevideo |
| 2. Spieltag | 3. April  | Estadio Dr. Nicolás Leoz       | Club Libertad      | 3:0 (0:0) | Club The Strongest |
| 2. Spieltag | 4. April  | Estadio Campeón del Siglo      | Peñarol Montevideo | 3:1 (1:0) | Atlético Tucumán   |
| 3. Spieltag | 18. April | Estadio Hernando Siles         | Club The Strongest | 1:2 (1:1) | Atlético Tucumán   |
| 3. Spieltag | 18. April | Estadio Dr. Nicolás Leoz       | Club Libertad      | 2:1 (0:0) | Peñarol Montevideo |
| 4. Spieltag | 25. April | Estadio Monumental José Fierro | Atlético Tucumán   | 3:0 (2:0) | Club The Strongest |
| 4. Spieltag | 26. April | Estadio Campeón del Siglo      | Peñarol Montevideo | 2:0 (1:0) | Club Libertad      |
| 5. Spieltag | 2. Mai    | Estadio Monumental José Fierro | Atlético Tucumán   | 1:0 (0:0) | Peñarol Montevideo |
| 5. Spieltag | 3. Mai    | Estadio Hernando Siles         | Club The Strongest | 1:3 (0:1) | Club Libertad      |
| 6. Spieltag | 17. Mai   | Estadio Campeón del Siglo      | Peñarol Montevideo | 2:0 (2:0) | Club The Strongest |
| 6. Spieltag | 17. Mai   | Estadio Dr. Nicolás Leoz       | Club Libertad      | 0:0       | Atlético Tucumán   |

### Gruppe 4
| Pl. | Verein                  | Sp. | S | U | N | Tore    | Diff. | Punkte |
| --- | ----------------------- | --- | - | - | - | ------- | ----- | ------ |
| 1.  | River Plate             | 6   | 3 | 3 | 0 | 006:300 | +3    | 12     |
| 2.  | Flamengo Rio de Janeiro | 6   | 2 | 4 | 0 | 007:400 | +3    | 10     |
| 3.  | Independiente Santa Fe  | 6   | 1 | 4 | 1 | 005:300 | +2    | 07     |
| 4.  | Club Sport Emelec       | 6   | 0 | 1 | 5 | 003:110 | −8    | 01     |

| Spiel       | Datum       | Stadion                                     | Mannschaft 1            | Ergebnis  | Mannschaft 2            |
| ----------- | ----------- | ------------------------------------------- | ----------------------- | --------- | ----------------------- |
| 1. Spieltag | 28. Februar | Estadio Nemesio Camacho                     | Independiente Santa Fe  | 1:1 (1:0) | Club Sport Emelec       |
| 1. Spieltag | 28. Februar | Maracanã                                    | Flamengo Rio de Janeiro | 2:2 (0:0) | River Plate             |
| 2. Spieltag | 14. März    | Estadio George Capwell                      | Club Sport Emelec       | 1:2 (0:0) | Flamengo Rio de Janeiro |
| 2. Spieltag | 5. April    | Estadio Monumental Antonio Vespucio Liberti | River Plate             | 0:0       | Independiente Santa Fe  |
| 3. Spieltag | 18. April   | Maracanã                                    | Flamengo Rio de Janeiro | 1:1 (1:1) | Independiente Santa Fe  |
| 3. Spieltag | 19. April   | Estadio George Capwell                      | Club Sport Emelec       | 0:1 (0:1) | River Plate             |
| 4. Spieltag | 25. April   | Estadio Nemesio Camacho                     | Independiente Santa Fe  | 0:0       | Flamengo Rio de Janeiro |
| 4. Spieltag | 26. April   | Estadio Monumental Antonio Vespucio Liberti | River Plate             | 2:1 (0:0) | Club Sport Emelec       |
| 5. Spieltag | 3. Mai      | Estadio Nemesio Camacho                     | Independiente Santa Fe  | 0:1 (0:1) | River Plate             |
| 5. Spieltag | 16. Mai     | Maracanã                                    | Flamengo Rio de Janeiro | 2:0 (0:0) | Club Sport Emelec       |
| 6. Spieltag | 23. Mai     | Estadio Monumental Antonio Vespucio Liberti | River Plate             | 0:0       | Flamengo Rio de Janeiro |
| 6. Spieltag | 23. Mai     | Estadio George Capwell                      | Club Sport Emelec       | 0:3 (0:1) | Independiente Santa Fe  |

### Gruppe 5
| Pl. | Verein                   | Sp. | S | U | N | Tore    | Diff. | Punkte |
| --- | ------------------------ | --- | - | - | - | ------- | ----- | ------ |
| 1.  | Cruzeiro Belo Horizonte  | 6   | 3 | 2 | 1 | 015:500 | +10   | 11     |
| 2.  | Racing Club (Avellaneda) | 6   | 3 | 2 | 1 | 012:600 | +6    | 11     |
| 3.  | CR Vasco da Gama         | 6   | 1 | 2 | 3 | 003:100 | −7    | 05     |
| 4.  | Universidad de Chile     | 6   | 1 | 2 | 3 | 002:110 | −9    | 05     |

| Spiel       | Datum       | Stadion                            | Mannschaft 1             | Ergebnis  | Mannschaft 2             |
| ----------- | ----------- | ---------------------------------- | ------------------------ | --------- | ------------------------ |
| 1. Spieltag | 27. Februar | Estadio Presidente Perón           | Racing Club (Avellaneda) | 4:2 (2:1) | Cruzeiro Belo Horizonte  |
| 1. Spieltag | 14. März    | Estádio São Januário               | CR Vasco da Gama         | 0:1 (0:0) | Universidad de Chile     |
| 2. Spieltag | 3. April    | Estadio Nacional de Chile          | Universidad de Chile     | 1:1 (1:1) | Racing Club (Avellaneda) |
| 2. Spieltag | 4. April    | Estádio Governador Magalhães Pinto | Cruzeiro Belo Horizonte  | 0:0       | CR Vasco da Gama         |
| 3. Spieltag | 19. April   | Estadio Presidente Perón           | Racing Club (Avellaneda) | 4:0 (2:0) | CR Vasco da Gama         |
| 3. Spieltag | 19. April   | Estadio Nacional de Chile          | Universidad de Chile     | 0:0       | Cruzeiro Belo Horizonte  |
| 4. Spieltag | 26. April   | Estádio Governador Magalhães Pinto | Cruzeiro Belo Horizonte  | 7:0 (3:0) | Universidad de Chile     |
| 4. Spieltag | 26. April   | Estádio São Januário               | CR Vasco da Gama         | 1:1 (0:1) | Racing Club (Avellaneda) |
| 5. Spieltag | 2. Mai      | Estádio São Januário               | CR Vasco da Gama         | 0:4 (0:3) | Cruzeiro Belo Horizonte  |
| 5. Spieltag | 3. Mai      | Estadio Presidente Perón           | Racing Club (Avellaneda) | 1:0 (0:0) | Universidad de Chile     |
| 6. Spieltag | 22. Mai     | Estádio Governador Magalhães Pinto | Cruzeiro Belo Horizonte  | 2:1 (2:1) | Racing Club (Avellaneda) |
| 6. Spieltag | 22. Mai     | Estadio Nacional de Chile          | Universidad de Chile     | 0:2 (0:1) | CR Vasco da Gama         |

### Gruppe 6
| Pl. | Verein                  | Sp. | S | U | N | Tore    | Diff. | Punkte |
| --- | ----------------------- | --- | - | - | - | ------- | ----- | ------ |
| 1.  | FC Santos               | 6   | 3 | 1 | 2 | 006:400 | +2    | 10     |
| 2.  | Estudiantes de La Plata | 6   | 2 | 2 | 2 | 006:400 | +2    | 08     |
| 3.  | Nacional Montevideo     | 6   | 2 | 2 | 2 | 007:600 | +1    | 08     |
| 4.  | Real Garcilaso          | 6   | 1 | 3 | 2 | 002:700 | −5    | 06     |

| Spiel       | Datum       | Stadion                      | Mannschaft 1            | Ergebnis  | Mannschaft 2            |
| ----------- | ----------- | ---------------------------- | ----------------------- | --------- | ----------------------- |
| 1. Spieltag | 28. Februar | Estadio Gran Parque Central  | Nacional Montevideo     | 0:0       | Estudiantes de La Plata |
| 1. Spieltag | 1. März     | Estadio Garcilaso de la Vega | Real Garcilaso          | 2:0 (1:0) | FC Santos               |
| 2. Spieltag | 14. März    | Estadio Ciudad de La Plata   | Estudiantes de La Plata | 3:0 (0:0) | Real Garcilaso          |
| 2. Spieltag | 15. März    | Estádio Urbano Caldeira      | FC Santos               | 3:1 (1:0) | Nacional Montevideo     |
| 3. Spieltag | 3. April    | Estadio Garcilaso de la Vega | Real Garcilaso          | 0:0       | Nacional Montevideo     |
| 3. Spieltag | 5. April    | Estadio Ciudad de La Plata   | Estudiantes de La Plata | 0:1 (0:1) | FC Santos               |
| 4. Spieltag | 24. April   | Estádio Urbano Caldeira      | FC Santos               | 2:0 (1:0) | Estudiantes de La Plata |
| 4. Spieltag | 25. April   | Estadio Gran Parque Central  | Nacional Montevideo     | 4:0 (1:0) | Real Garcilaso          |
| 5. Spieltag | 1. Mai      | Estadio Gran Parque Central  | Nacional Montevideo     | 1:0 (0:0) | FC Santos               |
| 5. Spieltag | 1. Mai      | Estadio Garcilaso de la Vega | Real Garcilaso          | 0:0       | Estudiantes de La Plata |
| 6. Spieltag | 24. Mai     | Estádio Urbano Caldeira      | FC Santos               | 0:0       | Real Garcilaso          |
| 6. Spieltag | 24. Mai     | Estadio Ciudad de La Plata   | Estudiantes de La Plata | 3:1 (0:1) | Nacional Montevideo     |

### Gruppe 7
| Pl. | Verein                | Sp. | S | U | N | Tore    | Diff. | Punkte |
| --- | --------------------- | --- | - | - | - | ------- | ----- | ------ |
| 1.  | Corinthians São Paulo | 6   | 3 | 1 | 2 | 011:500 | +6    | 10     |
| 2.  | CA Independiente      | 6   | 3 | 1 | 2 | 006:400 | +2    | 10     |
| 3.  | Millonarios FC        | 6   | 2 | 2 | 2 | 007:400 | +3    | 08     |
| 4.  | Deportivo Lara        | 6   | 2 | 0 | 4 | 005:160 | −11   | 06     |

| Spiel       | Datum       | Stadion                                 | Mannschaft 1          | Ergebnis  | Mannschaft 2          |
| ----------- | ----------- | --------------------------------------- | --------------------- | --------- | --------------------- |
| 1. Spieltag | 28. Februar | Estadio Nemesio Camacho                 | Millonarios FC        | 0:0       | Corinthians São Paulo |
| 1. Spieltag | 1. März     | Estadio Metropolitano de Fútbol de Lara | Deportivo Lara        | 1:0 (1:0) | CA Independiente      |
| 2. Spieltag | 14. März    | Arena Corinthians                       | Corinthians São Paulo | 2:0 (0:0) | Deportivo Lara        |
| 2. Spieltag | 15. März    | Estadio Libertadores de América         | CA Independiente      | 1:0 (1:0) | Millonarios FC        |
| 3. Spieltag | 17. April   | Estadio Nemesio Camacho                 | Millonarios FC        | 4:0 (2:0) | Deportivo Lara        |
| 3. Spieltag | 18. April   | Estadio Libertadores de América         | CA Independiente      | 0:1 (0:0) | Corinthians São Paulo |
| 4. Spieltag | 24. April   | Estadio Metropolitano de Fútbol de Lara | Deportivo Lara        | 2:1 (2:0) | Millonarios FC        |
| 4. Spieltag | 2. Mai      | Arena Corinthians                       | Corinthians São Paulo | 1:2 (1:2) | CA Independiente      |
| 5. Spieltag | 17. Mai     | Estadio Metropolitano de Fútbol de Lara | Deportivo Lara        | 2:7 (1:2) | Corinthians São Paulo |
| 5. Spieltag | 17. Mai     | Estadio Nemesio Camacho                 | Millonarios FC        | 1:1 (0:0) | CA Independiente      |
| 6. Spieltag | 24. Mai     | Arena Corinthians                       | Corinthians São Paulo | 0:1 (0:0) | Millonarios FC        |
| 6. Spieltag | 24. Mai     | Estadio Libertadores de América         | CA Independiente      | 2:0 (1:0) | Deportivo Lara        |

### Gruppe 8
| Pl. | Verein              | Sp. | S | U | N | Tore    | Diff. | Punkte |
| --- | ------------------- | --- | - | - | - | ------- | ----- | ------ |
| 1.  | Palmeiras São Paulo | 6   | 5 | 1 | 0 | 014:300 | +11   | 16     |
| 2.  | Boca Juniors        | 6   | 2 | 3 | 1 | 008:400 | +4    | 09     |
| 3.  | Atlético Junior     | 6   | 2 | 1 | 3 | 005:800 | −3    | 07     |
| 4.  | Alianza Lima        | 6   | 0 | 1 | 5 | 001:130 | −12   | 01     |

| Spiel       | Datum     | Stadion                                | Mannschaft 1        | Ergebnis  | Mannschaft 2        |
| ----------- | --------- | -------------------------------------- | ------------------- | --------- | ------------------- |
| 1. Spieltag | 1. März   | Estadio Nacional (Lima)                | Alianza Lima        | 0:0       | Boca Juniors        |
| 1. Spieltag | 1. März   | Estadio Metropolitano Roberto Meléndez | Atlético Junior     | 0:3 (0:1) | Palmeiras São Paulo |
| 2. Spieltag | 3. März   | Allianz Parque                         | Palmeiras São Paulo | 2:0 (1:0) | Alianza Lima        |
| 2. Spieltag | 4. März   | La Bombonera                           | Boca Juniors        | 1:0 (1:0) | Atlético Junior     |
| 3. Spieltag | 11. April | Allianz Parque                         | Palmeiras São Paulo | 1:1 (0:0) | Boca Juniors        |
| 3. Spieltag | 19. April | Estadio Nacional (Lima)                | Alianza Lima        | 0:2 (0:1) | Atlético Junior     |
| 4. Spieltag | 25. April | La Bombonera                           | Boca Juniors        | 0:2 (0:1) | Palmeiras São Paulo |
| 4. Spieltag | 26. April | Estadio Metropolitano Roberto Meléndez | Atlético Junior     | 1:0 (0:0) | Alianza Lima        |
| 5. Spieltag | 2. Mai    | Estadio Metropolitano Roberto Meléndez | Atlético Junior     | 1:1 (1:0) | Boca Juniors        |
| 5. Spieltag | 3. Mai    | Estadio Nacional (Lima)                | Alianza Lima        | 1:3 (0:2) | Palmeiras São Paulo |
| 6. Spieltag | 16. Mai   | La Bombonera                           | Boca Juniors        | 5:0 (4:0) | Alianza Lima        |
| 6. Spieltag | 16. Mai   | Allianz Parque                         | Palmeiras São Paulo | 3:1 (0:0) | Atlético Junior     |

## Finalrunde
Anfang Juli 2018 wurde bekannt gegeben, dass ab dem Viertelfinale der Videobeweis eingeführt wird.
Qualifizierte Mannschaften:
- Atlético Tucumán
- Boca Juniors
- CA Independiente
- Estudiantes de La Plata
- Racing Club (Avellaneda)
- River Plate
- Corinthians São Paulo
- Cruzeiro Belo Horizonte
- Flamengo Rio de Janeiro
- Grêmio Porto Alegre
- Palmeiras São Paulo
- FC Santos
- CSD Colo-Colo
- Atlético Nacional
- Club Libertad
- Club Cerro Porteño

### Auslosung
Für das Achtelfinale qualifizierten sich jeweils der Erste und Zweite jeder Gruppe. Zur Ermittlung der weiteren Paarungen ab dem Achtelfinale werden zwei Lostöpfe gebildet. Die Gruppensieger kommen in einen Topf, alle Gruppenzweiten in einen weiteren. Die Auslosung fand am 4. Juni 2018 statt.
Die nachstehende Übersicht gibt die Tabelle der Erst- und Zweitplatzierten der Gruppenphase an. Bei Gleichheit in der Punkt- und Tordifferenz kommt als nächstes Kriterium die Anzahl der erzielten Tore zu tragen.
| 1                                        | Palmeiras São Paulo      | 16 | +11 |
| 2                                        | Grêmio Porto Alegre      | 14 | +11 |
| 3                                        | Club Libertad            | 13 | +6  |
| 4                                        | River Plate              | 12 | +3  |
| 5                                        | Cruzeiro Belo Horizonte  | 11 | +10 |
| 6                                        | Corinthians São Paulo    | 10 | +6  |
| 7                                        | Atlético Nacional        | 10 | +6  |
| 8                                        | FC Santos                | 10 | +2  |
| 9                                        | Club Cerro Porteño       | 13 | ±0  |
| 10                                       | Racing Club (Avellaneda) | 11 | +6  |
| 11                                       | Flamengo Rio de Janeiro  | 10 | +3  |
| 12                                       | CA Independiente         | 10 | +2  |
| 13                                       | Atlético Tucumán         | 10 | +1  |
| 14                                       | Boca Juniors             | 9  | +4  |
| 15                                       | Estudiantes de La Plata  | 8  | +2  |
| 16                                       | CSD Colo-Colo            | 8  | ±0  |
| Farblegende: Gruppensieger Gruppenzweite |                          |    |     |

### Turnierplan
|  | Achtelfinale             | Achtelfinale            | Achtelfinale |                     |    | Viertelfinale | Viertelfinale | Viertelfinale |  |  | Halbfinale | Halbfinale | Halbfinale |  |  | Finale | Finale | Finale |
|  |                          |                         |              |                     |    |               |               |               |  |  |            |            |            |  |  |        |        |        |
|  | Boca Juniors             | 2                       | 4            |                     |    |               |               |               |  |  |            |            |            |  |  |        |        |        |
|  | Club Libertad            | 0                       | 2            |                     |    |               |               |               |  |  |            |            |            |  |  |        |        |        |
|  | Club Libertad            | 0                       | 2            | Boca Juniors        | 2  | 1             |               |               |  |  |            |            |            |  |  |        |        |        |
|  |                          |                         |              | Boca Juniors        | 2  | 1             |               |               |  |  |            |            |            |  |  |        |        |        |
|  |                          | Cruzeiro Belo Horizonte | 0            | 1                   |    |               |               |               |  |  |            |            |            |  |  |        |        |        |
|  | Flamengo Rio de Janeiro  | Cruzeiro Belo Horizonte | 0            | 1                   | 0  | 1             |               |               |  |  |            |            |            |  |  |        |        |        |
|  | Flamengo Rio de Janeiro  |                         |              |                     | 0  | 1             |               |               |  |  |            |            |            |  |  |        |        |        |
|  | Cruzeiro Belo Horizonte  | 2                       | 0            |                     |    |               |               |               |  |  |            |            |            |  |  |        |        |        |
|  | Cruzeiro Belo Horizonte  | 2                       | 0            | Boca Juniors        | 2  | 2             |               |               |  |  |            |            |            |  |  |        |        |        |
|  |                          |                         |              |                     |    |               |               |               |  |  |            |            |            |  |  |        |        |        |
|  |                          | Palmeiras São Paulo     | 0            | 2                   |    |               |               |               |  |  |            |            |            |  |  |        |        |        |
|  | Club Cerro Porteño       | Palmeiras São Paulo     | 0            | 2                   | 0  | 1             |               |               |  |  |            |            |            |  |  |        |        |        |
|  | Club Cerro Porteño       |                         |              |                     | 0  | 1             |               |               |  |  |            |            |            |  |  |        |        |        |
|  | Palmeiras São Paulo      | 2                       | 0            |                     |    |               |               |               |  |  |            |            |            |  |  |        |        |        |
|  | Palmeiras São Paulo      | 2                       | 0            | Palmeiras São Paulo | 2  | 2             |               |               |  |  |            |            |            |  |  |        |        |        |
|  |                          |                         |              | Palmeiras São Paulo | 2  | 2             |               |               |  |  |            |            |            |  |  |        |        |        |
|  |                          | CSD Colo-Colo           | 0            | 0                   |    |               |               |               |  |  |            |            |            |  |  |        |        |        |
|  | CSD Colo-Colo            | CSD Colo-Colo           | 0            | 0                   | 1  | 1             |               |               |  |  |            |            |            |  |  |        |        |        |
|  | CSD Colo-Colo            |                         |              |                     | 1  | 1             |               |               |  |  |            |            |            |  |  |        |        |        |
|  | Corinthians São Paulo    | 0                       | 2            |                     |    |               |               |               |  |  |            |            |            |  |  |        |        |        |
|  | Corinthians São Paulo    | 0                       | 2            | Boca Juniors        | 2  | 1             |               |               |  |  |            |            |            |  |  |        |        |        |
|  |                          |                         |              |                     |    |               |               |               |  |  |            |            |            |  |  |        |        |        |
|  |                          | River Plate             | 2            | 3                   |    |               |               |               |  |  |            |            |            |  |  |        |        |        |
|  | Atlético Tucumán         | River Plate             | 2            | 3                   | 2  | 0             |               |               |  |  |            |            |            |  |  |        |        |        |
|  | Atlético Tucumán         |                         |              |                     | 2  | 0             |               |               |  |  |            |            |            |  |  |        |        |        |
|  | Atlético Nacional        | 0                       | 1            |                     |    |               |               |               |  |  |            |            |            |  |  |        |        |        |
|  | Atlético Nacional        | 0                       | 1            | Atlético Tucumán    | 0  | 0             |               |               |  |  |            |            |            |  |  |        |        |        |
|  |                          |                         |              | Atlético Tucumán    | 0  | 0             |               |               |  |  |            |            |            |  |  |        |        |        |
|  |                          | Grêmio Porto Alegre     | 2            | 4                   |    |               |               |               |  |  |            |            |            |  |  |        |        |        |
|  | Estudiantes de La Plata  | Grêmio Porto Alegre     | 2            | 4                   | 2  | 1 (3)         |               |               |  |  |            |            |            |  |  |        |        |        |
|  | Estudiantes de La Plata  |                         |              |                     | 2  | 1 (3)         |               |               |  |  |            |            |            |  |  |        |        |        |
|  | Grêmio Porto Alegre      | 1                       | 2 (5)        |                     |    |               |               |               |  |  |            |            |            |  |  |        |        |        |
|  | Grêmio Porto Alegre      | 1                       | 2 (5)        | Grêmio Porto Alegre | 1  | 1             |               |               |  |  |            |            |            |  |  |        |        |        |
|  |                          |                         |              |                     |    |               |               |               |  |  |            |            |            |  |  |        |        |        |
|  |                          | River Plate             | 0            | 2                   |    |               |               |               |  |  |            |            |            |  |  |        |        |        |
|  | CA Independiente         | River Plate             | 0            | 2                   | 3* | 0             |               |               |  |  |            |            |            |  |  |        |        |        |
|  | CA Independiente         |                         |              |                     | 3* | 0             |               |               |  |  |            |            |            |  |  |        |        |        |
|  | FC Santos                | 0                       | 0            |                     |    |               |               |               |  |  |            |            |            |  |  |        |        |        |
|  | FC Santos                | 0                       | 0            | CA Independiente    | 0  | 1             |               |               |  |  |            |            |            |  |  |        |        |        |
|  |                          |                         |              | CA Independiente    | 0  | 1             |               |               |  |  |            |            |            |  |  |        |        |        |
|  |                          | River Plate             | 0            | 3                   |    |               |               |               |  |  |            |            |            |  |  |        |        |        |
|  | Racing Club (Avellaneda) | River Plate             | 0            | 3                   | 0  | 0             |               |               |  |  |            |            |            |  |  |        |        |        |
|  | Racing Club (Avellaneda) |                         |              |                     | 0  | 0             |               |               |  |  |            |            |            |  |  |        |        |        |
|  | River Plate              | 0                       | 3            |                     |    |               |               |               |  |  |            |            |            |  |  |        |        |        |

### Achtelfinale
Die Hinspiele fanden zwischen dem 7. und 21. August und die Rückspiele zwischen dem 28. und 30. August 2018 statt.
Wenige Stunden bevor am 28. August das Rückspiel zwischen CA Independiente und dem FC Santos stattfinden sollte, wurde das Ergebnis vom Hinspiel (0:0) vom CONMEBOL revidiert. Independiente hatte Einspruch gegen die Wertung des Hinspiels eingelegt. Diese argumentierten, dass der Spieler Carlos Sánchez durch Santos irregulär eingesetzt wurde. Dieser hat 2015, als er noch für den River Plate spielte, eine rote Karte bekommen. Aufgrund dieser sei er laut Independiente noch für das Hinspiel gesperrt gewesen. Der Verband gab diesem Einspruch recht, mit der Begründung, dass eine Dreijahres-Sperre noch nicht abgelaufen sei. Das Hinspiel wurde daraufhin mit 3:0 für Independiente gewertet. Kurioser Weise erklärte der Verband drei Stunden vor Anpfiff des Rückspiels, dass Carlos Sánchez in diesem spielberechtigt sei. Das Rückspiel wurde vom Schiedsrichter neun Minuten vor Schluss vorzeitig beendet. Nach gegenseitigen Provokationen seitens der Fans kam es zu Ausschreitungen, diese versuchten auch auf das Spielfeld zu gelangen.
Die Qualifikation zum Viertelfinale wird durch den COMMEBOL mit einem Betrag in Höhe von 900.000 US-Dollar honoriert.
|                          | Gesamt          |                         | Hinspiel | Rückspiel |
| ------------------------ | --------------- | ----------------------- | -------- | --------- |
| Boca Juniors             | 6:2             | Club Libertad           | 2:0      | 4:2       |
| Flamengo Rio de Janeiro  | 1:2             | Cruzeiro Belo Horizonte | 0:2      | 1:0       |
| Club Cerro Porteño       | 1:2             | Palmeiras São Paulo     | 0:2      | 1:0       |
| CSD Colo-Colo            | 2:2             | Corinthians São Paulo   | 1:0      | 1:2       |
| Atlético Tucumán         | 2:1             | Atlético Nacional       | 2:0      | 0:1       |
| Estudiantes de La Plata  | 3:3 (3:5 i. E.) | Grêmio Porto Alegre     | 2:1      | 1:2       |
| CA Independiente         | 3:0             | FC Santos               | 3:0      | 0:0       |
| Racing Club (Avellaneda) | 0:3             | River Plate             | 0:0      | 0:3       |

### Viertelfinale
Die Hinspiele fanden vom 18. bis 20. September und die Rückspiele vom 2. bis 4. Oktober 2018 statt.
Im Hinspiel zwischen Boca Juniors und Cruzeiro Belo Horizonte wurde Cruzeiros Innenverteidiger Dedé nach einem Zusammenstoß mit Junios Torhüter Esteban Andrada vom Schiedsrichter in der 76. Minute vom Platz gestellt. In der Szene des Spiels gingen beide Spieler nahezu gleichzeitig zum Ball und trafen eher unglücklich aufeinander. Keiner der Spieler reklamierte ein Foul. Während der Behandlungspause, Andrada erlitt einen Kieferbruch, schaute sich aber der Schiedsrichter die Szene im Videobeweis an und sprach dann den Platzverweis aus. Nach großem Zuspruch aus den Medien, selbst aus argentinischen, legte Cruzeiro und der CBF, der nationale Verband Brasiliens, Protest gegen eine Sperrung des Spielers für das Rückspiel ein. Diesem Protest gab der Conmebol am 27. September 2018 statt. Dedé erhielt die Erlaubnis am Rückspiel teilzunehmen, in welchem Dedé in der 81. Minute die Gelb-Rote Karte erhielt.
| Datum       |                  | Gesamt |                         | Hinspiel | Rückspiel |
| ----------- | ---------------- | ------ | ----------------------- | -------- | --------- |
| 19.9./4.10. | Boca Juniors     | 3:1    | Cruzeiro Belo Horizonte | 2:0      | 1:1       |
| 20.9./3.10. | CSD Colo-Colo    | 0:4    | Palmeiras São Paulo     | 0:2      | 0:2       |
| 18.9./2.10. | Atlético Tucumán | 0:6    | Grêmio Porto Alegre     | 0:2      | 0:4       |
| 19.9./2.10. | CA Independiente | 1:3    | River Plate             | 0:0      | 1:3       |

### Halbfinale
Die Hinspiele fanden vom 23. Oktober und die Rückspiele vom 31. Oktober 2018 statt.
| Datum         |              | Gesamt |                     | Hinspiel | Rückspiel |
| ------------- | ------------ | ------ | ------------------- | -------- | --------- |
| 23.10./30.10. | River Plate  | 2:2    | Grêmio Porto Alegre | 0:1      | 2:1       |
| 24.10./31.10. | Boca Juniors | 4:2    | Palmeiras São Paulo | 2:0      | 2:2       |

### Finale
Die Auswärtstorregel fand im Rückspiel keine Anwendung.

#### Hinspiel
| Boca Juniors                                                        | Boca Juniors | River Plate | River Plate | Aufstellung                                |
| ------------------------------------------------------------------- | --- | --- | ----------- | ------------------------------------------ |
| Boca Juniors                                                        | \| 10. November 2018 in Buenos Aires (Estadio Alberto Jacinto Armando) \| \| Ergebnis: 2:2 (2:1) \| \| Zuschauer: 49.000 \| \| Schiedsrichter: Roberto Tobar ( Chile) \| \| [11] Spielbericht] \| | \| 10. November 2018 in Buenos Aires (Estadio Alberto Jacinto Armando) \| \| Ergebnis: 2:2 (2:1) \| \| Zuschauer: 49.000 \| \| Schiedsrichter: Roberto Tobar ( Chile) \| \| [11] Spielbericht] \| | River Plate | Aufstellung Boca Juniors gegen River Plate |
| Boca Juniors                                                        | 12 Agustín Rossi – 29 Leonardo Jara 83., 21 Carlos Izquierdoz, 6 Lisandro Magallán, 20 Lucas Olaza – 15 Nahitan Nández, 16 Wílmar Barrios, 8 Pablo Pérez – 22 Sebastián Villa Cano 73., 17 Ramón Ábila, 7 Cristian Pavón 27. Reserve 28 Carlos Lampe, 2 Paolo Goltz, 24 Julio Buffarini 83., 5 Fernando Gago, 18 Darío Benedetto 27., 19 Mauro Zárate, 23 Carlos Tévez 73. Cheftrainer: Guillermo Barros Schelotto | 1 Franco Armani – 2 Jonatan Maidana , 28 Lucas Martínez Quarta 58., 22 Javier Pinola – 29 Gonzalo Montiel, 20 Milton Casco – 15 Exequiel Palacios, 24 Enzo Pérez 75., 10 Gonzalo Martínez 77. – 19 Rafael Borré, 27 Lucas Pratto Reserve 14 Germán Lux, 5 Bruno Zuculini 75., 8 Juan Quintero 77., 18 Camilo Mayada, 26 Ignacio Martín Fernández 58., 7 Rodrigo Mora, 9 Julián Álvarez Cheftrainer: Marcelo Gallardo | River Plate | Aufstellung Boca Juniors gegen River Plate |
| Boca Juniors                                                        | 1:0 Ábila (34.) 2:1 Benedetto (45.+1') | 1:1 Lucas Pratto (35.) 2:2 Izquierdoz (61.) | River Plate | Aufstellung Boca Juniors gegen River Plate |
| Boca Juniors                                                        | Leonardo Jara (37.), Sebastián Villa Cano (43.), Ramón Ábila (48.), Carlos Tévez (90.+5') | Milton Casco (67.), Rafael Borré (75.) | River Plate | Aufstellung Boca Juniors gegen River Plate |
| 10. November 2018 in Buenos Aires (Estadio Alberto Jacinto Armando) | | |             |                                            |
| Ergebnis: 2:2 (2:1)                                                 | | |             |                                            |
| Zuschauer: 49.000                                                   | | |             |                                            |
| Schiedsrichter: Roberto Tobar ( Chile)                              | | |             |                                            |
| [ Spielbericht]                                                     | | |             |                                            |

#### Rückspiel
Das Rückspiel war ursprünglich für den 24. November geplant. Auf dem Weg ins Stadion griffen Fans von River Plate den Mannschaftsbus der Boca Juniors an und beschädigten ihn. Mehrere Spieler der Boca Juniors wurden dabei verletzt. Daraufhin wurde das Spiel zunächst um einen Tag verschoben und dann abgesagt.
Das Rückspiel sollte nun am 8. oder 9. Dezember des Jahres stattfinden, allerdings außerhalb von Buenos Aires und von Argentinien. Dies entschied der Verband CONMEBOL nach den Ausschreitungen. Interesse hat die italienische Stadt Genua mit dem Stadio Luigi Ferraris bekundet. Auch wollte das brasilianische Belo Horizonte mit dem Mineirão das Spiel beherbergen. Am 29. November bestätigte die CONMEBOL, dass das Finalrückspiel am 9. Dezember in der spanischen Hauptstadt Madrid im Estadio Santiago Bernabéu ausgetragen wird.
Die Stadien beider Klubs blieben für Public-Viewing-Veranstaltungen geschlossen. Der traditionelle Platz für die Siegesfeier am Obelisk von Buenos Aires hingegen wurde für den Fan-Ansturm des siegreichen Klubs freigegeben.
Aufgrund einer Sperre aus den Halbfinals konnte Marcelo Gallardo, der Trainer von River Plate, die Mannschaft im Rückspiel nicht auf der Bank betreuen. Die Aufgabe wurde von seinem Assistenten Matías Biscay wahrgenommen.
| River Plate                                            | River Plate | Boca Juniors | Boca Juniors | Aufstellung                                |
| ------------------------------------------------------ | --- | --- | ------------ | ------------------------------------------ |
| River Plate                                            | \| 9. Dezember 2018 in Madrid (Estadio Santiago Bernabéu) \| \| Ergebnis: 3:1 n. V. (1:1, 0:1) \| \| Schiedsrichter: Andrés Cunha ( Uruguay) \| \| [16] Spielbericht] \| | \| 9. Dezember 2018 in Madrid (Estadio Santiago Bernabéu) \| \| Ergebnis: 3:1 n. V. (1:1, 0:1) \| \| Schiedsrichter: Andrés Cunha ( Uruguay) \| \| [16] Spielbericht] \| | Boca Juniors | Aufstellung River Plate gegen Boca Juniors |
| River Plate                                            | 1 Franco Armani – 29 Gonzalo Montiel 74., 2 Jonatan Maidana, 22 Javier Pinola, 20 Milton Casco – 24 Enzo Pérez, 23 Leonardo Ponzio 58. – 26 Ignacio Martín Fernández 111., 15 Exequiel Palacios 97., 10 Gonzalo Martínez – 27 Lucas Pratto Reserve 14 Germán Lux, 28 Lucas Martínez Quarta, 5 Bruno Zuculini 111., 8 Juan Quintero 58., 18 Camilo Mayada 74., 7 Rodrigo Mora, 9 Julián Álvarez 97. Cheftrainer: Matías Biscay | 1 Esteban Andrada – 24 Julio Buffarini 111., 21 Carlos Izquierdoz, 6 Lisandro Magallán, 20 Lucas Olaza – 15 Nahitan Nández, 16 Wílmar Barrios, 8 Pablo Pérez 89. – 22 Sebastián Villa Cano 96., 18 Darío Benedetto 62., 7 Cristian Pavón Reserve 12 Agustín Rossi, 2 Paolo Goltz, 29 Leonardo Jara 96., 5 Fernando Gago 89., 17 Ramón Ábila 62., 19 Mauro Zárate, 23 Carlos Tévez 111. Cheftrainer: Guillermo Barros Schelotto | Boca Juniors | Aufstellung River Plate gegen Boca Juniors |
| River Plate                                            | 1:1 Pratto (68.) 2:1 Quintero (109.) 3:1 G. Martínez (120.+2') | 0:1 Benedetto (44.) | Boca Juniors | Aufstellung River Plate gegen Boca Juniors |
| River Plate                                            | Leonardo Ponzio (27.), Ignacio Martín Fernández (81.), Jonatan Maidana (83.), Milton Casco (120.+1') | Pablo Pérez (43.), Wílmar Barrios (87.), Carlos Tévez (120.+1') | Boca Juniors | Aufstellung River Plate gegen Boca Juniors |
| River Plate                                            | Wílmar Barrios (92.) | | Boca Juniors | Aufstellung River Plate gegen Boca Juniors |
| 9. Dezember 2018 in Madrid (Estadio Santiago Bernabéu) | | |              |                                            |
| Ergebnis: 3:1 n. V. (1:1, 0:1)                         | | |              |                                            |
| Schiedsrichter: Andrés Cunha ( Uruguay)                | | |              |                                            |
| [ Spielbericht]                                        | | |              |                                            |

## Beste Torschützen
| Rang | Spieler          | Klub                     | Tore |
| ---- | ---------------- | ------------------------ | ---- |
| 1    | Wilson Morelo    | Independiente Santa Fe   | 9    |
|      | Miguel Borja     | Palmeiras São Paulo      | 9    |
| 3    | Jádson           | Corinthians São Paulo    | 6    |
| 4    | Ramón Ábila      | Boca Juniors             | 5    |
|      | Darío Benedetto  | Boca Juniors             | 5    |
|      | Óscar Cardozo    | Club Libertad            | 5    |
|      | Lautaro Martínez | Racing Club (Avellaneda) | 5    |
|      | Thiago Neves     | Cruzeiro Belo Horizonte  | 5    |
|      | Lucas Pratto     | River Plate              | 5    |
|      | Sassá            | Cruzeiro Belo Horizonte  | 5    |
|      | Everton          | Grêmio Porto Alegre      | 5    |